# Leptictidium

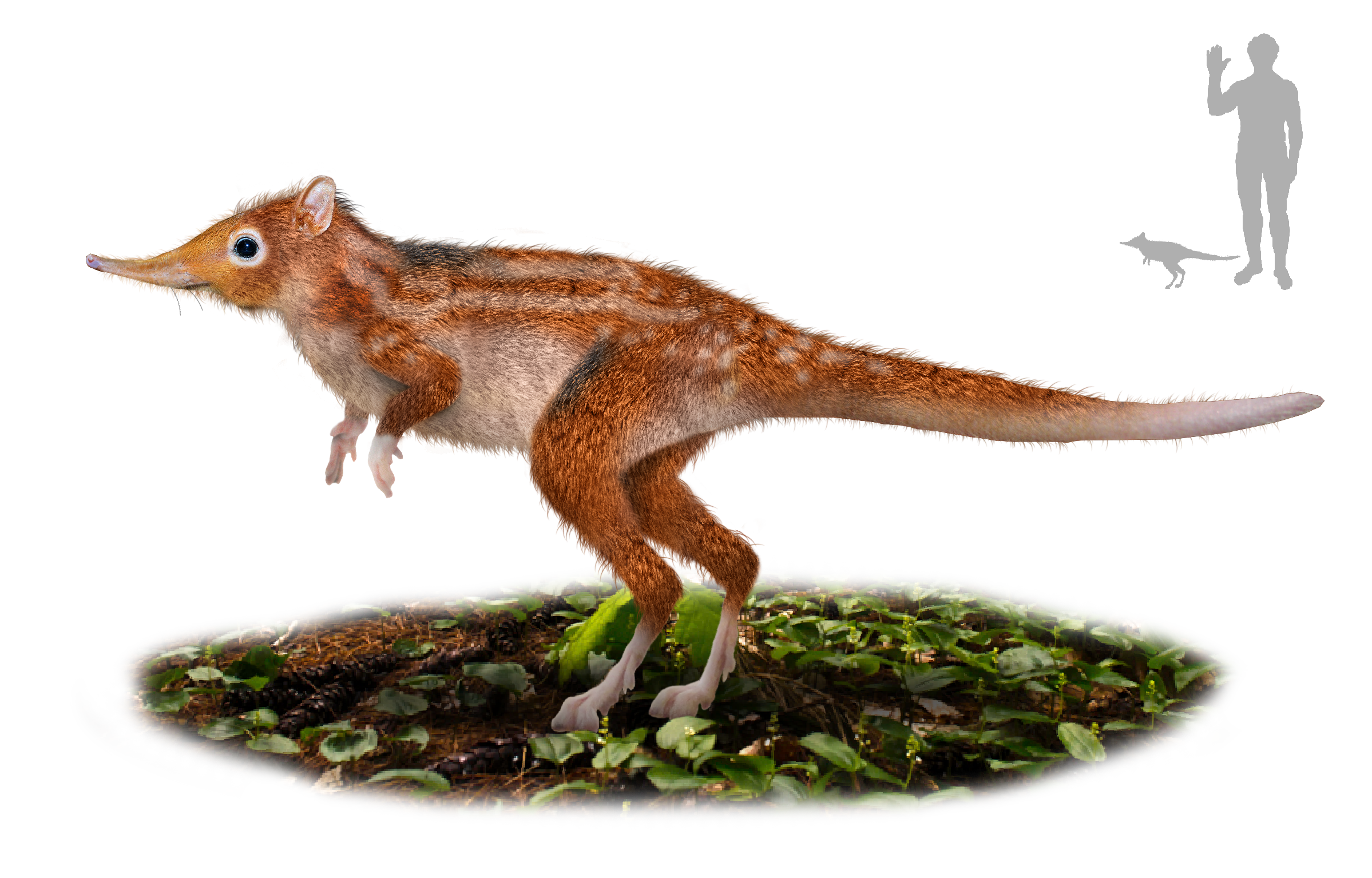
Художня реконструкція й порівняння розмірів з людиною

Leptictidium — це вимерлий рід дрібних ссавців, які, ймовірно, були двоногими. Налічуючи вісім видів, вони нагадували сучасних білбі, бандикутів і землерийок. Вони особливо цікаві своїм поєднанням характеристик, типових для примітивних евтерій, із вузькоспеціалізованими пристосуваннями, такими як потужні задні лапи та довгий хвіст, який допомагав у пересуванні. Вони були всеїдними, їх раціон складався з комах, ящірок і дрібних ссавців. Lepticidium та інші лептициди є неплацентарними евтеріями, хоча вони й тісно пов'язані. Lepticidium з'явилися в нижньому еоцені, часі теплих температур і високої вологості, приблизно п'ятдесят мільйонів років тому. Хоча вони були широко розповсюджені по всій Європі, вони вимерли близько тридцяти п'яти мільйонів років тому без нащадків, ймовірно, через те, що вони були пристосовані жити в лісових екосистемах і не змогли пристосуватися до відкритих рівнин олігоцену.